# Ostrowąsy, West Pomeranian Voivodeship
Ostrowąsy [ɔstrɔˈvɔ̃sɨ] (tiếng Đức: Wusterhanse)  là một ngôi làng thuộc khu hành chính của Gmina Barwice, thuộc hạt Szczecinek, West Pomeranian Voivodeship, ở phía tây bắc Ba Lan. Nó nằm khoảng 6 kilômét (4 mi)  phía bắc Barwice, 23 km (14 mi) về phía tây của Szczecinek và 125 km (78 mi) về phía đông của thủ đô khu vực Szczecin.
Trước năm 1945, khu vực này là một phần của Đức. Đối với lịch sử của khu vực, xem Lịch sử của Pomerania.